# Assainvillers
Assainvillers – miejscowość i gmina we Francji, w regionie Hauts-de-France, w departamencie Somma.
Według danych na rok 1990 gminę zamieszkiwały 134 osoby, a gęstość zaludnienia wynosiła 18 osób/km² (wśród 2293 gmin Pikardii Assainvillers plasuje się na 863. miejscu pod względem liczby ludności, natomiast pod względem powierzchni na miejscu 652.).